# James Zagel
James Block Zagel (* 4. März 1941 in Chicago, Illinois; † 15. Juli 2023 ebenda) war ein US-amerikanischer Jurist und Richter am Bundesbezirksgericht für den nördlichen Distrikt von Illinois.

## Werdegang
Zagel studierte an der University of Chicago (B.A.; M.A. 1962) und an der Harvard Law School (J/D/, 1963). Breite öffentliche Aufmerksamkeit gewann Zagel durch seine Verurteilung des ehemaligen Gouverneurs von Illinois, Rod Blagojevich.
Auch in anderen bedeutenden Prozessen war Zagel als Richter verantwortlich. 2005 hatte die FBI-Operation „Family Secrets“ (engl. „Familiengeheimnisse“) diverse Verhaftungen zur Folge. Vor Zagel mussten daraufhin bedeutende Mobster – wie James Marcello, Joseph Lombardo, Paul Schiro und Frank Calabrese, aber auch Frank Schweihs und der ehemalige Polizist Anthony Doyle – erscheinen. Am 5. Februar 2009 wurde dann von Zagel eine lebenslange Haftstrafe für Marcello wegen des Mordes an Anthony Spilotro ausgesprochen.
Vor seiner 1987 durch Ronald Reagan vorgenommenen Nominierung als Bundesbezirksrichter war Zagel unter anderem von 1965 bis 1969 als stellvertretender Staatsanwalt im Cook County sowie anschließend bis 1977 als stellvertretender Bundesanwalt für Illinois tätig gewesen.